# Anders Eggert
Anders Eggert Magnussen, früher Anders Eggert Jensen (* 14. Mai 1982 in Aarhus) ist ein ehemaliger dänischer Handballspieler.
Sein letzter Verein war Skjern Håndbold. Er spielte auf der linken Außenposition. Der Bauingenieur und Versicherungsmakler ist 1,79 m groß. 
Aktuell ist er als Trainer bei KIF Kolding tätig.

## Karriere
Eggert begann seine Karriere im Alter von fünf Jahren beim Aarhuser Stadtteilverein Brabrand IF, mit dem er 1994 das renommierte Jugendturnier Thy-Cup im nordjütländischen Thisted gewann. 1999 wechselte er zum jütländischen Nachbarverein Silkeborg KFUM, der zwischen erster und zweiter dänischer Liga pendelte. Vier Jahre später nahm ihn der siebenfache dänische Meister und sechsfache Pokalsieger GOG Svendborg unter Vertrag. Mit den Gudmern wurde er 2004 dänischer Meister sowie 2003 und 2005 Pokalsieger. Hier entwickelte er sich zum Nationalspieler und galt als bester Linksaußen der dänischen Liga. Ab der Saison 2006/07 spielte er für die SG Flensburg-Handewitt. Dort bekam er hinter dem dänischen Rekordnationalspieler Lars Christiansen zunächst nur wenige Einsatzzeiten. Da Christiansen jedoch im Herbst 2007 seinen Vertrag noch einmal bis 2010 verlängerte, wurde Eggert für die Saison 2008/09 an den dänischen Erstligisten Skjern Håndbold ausgeliehen. In der Saison 2010/11 wurde Eggert mit 248 Toren Torschützenkönig der Bundesliga. Mit Flensburg-Handewitt gewann Eggert 2012 den Europapokal der Pokalsieger, 2014 die Champions League und 2015 den DHB-Pokal.
Im August 2016 wurde bekannt, dass er die SG nach der Saison 2016/17 verlassen und zum dänischen Verein Skjern Håndbold wechseln wird. Nach der Saison 2020/21 beendete Eggert seine Karriere.
Eggert war ab der Saison 2022/23 beim dänischen Verein KIF Kolding als Co-Trainer tätig. Im Sommer 2024 übernahm er diesen Posten bei der SG Flensburg-Handewitt. Zur Saison 2025/26 übernahm er das Traineramt des dänischen Zweitligisten KIF Kolding.

## Länderspiele
Im Alter von 18 Jahren spielte Eggert zum ersten Mal für die U19-Auswahl. Nur ein Jahr später wurde er erstmals ins U21-Team berufen, für das er durchschnittlich sechs Tore erzielte. Sein A-Länderspieldebüt gab Anders Eggert am 6. Juni 2003 in Antwerpen gegen Serbien bei einem internationalen Turnier, dabei erzielte er drei Tore. Bei der Europameisterschaft 2012 in Serbien wurde er Europameister. Im Sommer 2012 nahm er an den Olympischen Spielen in London teil. Bei der Handball-WM 2013 in Spanien wurde er mit 55 Toren Torschützenkönig und mit Dänemark Zweiter des Turniers. Bei der Europameisterschaft 2014 im eigenen Land wurde er Vize-Europameister.

## Erfolge
Nationalmannschaft
- Weltmeisterschafts-Zweiter 2013
- Europameister 2012

Verein
- DHB-Pokalsieger 2015
- Champions-League-Sieger 2014
- DHB-Supercup-Sieger 2013
- Europapokal der Pokalsieger 2012
- Champions-League-Finalist 2007
- Dänischer Meister 2004 und 2018

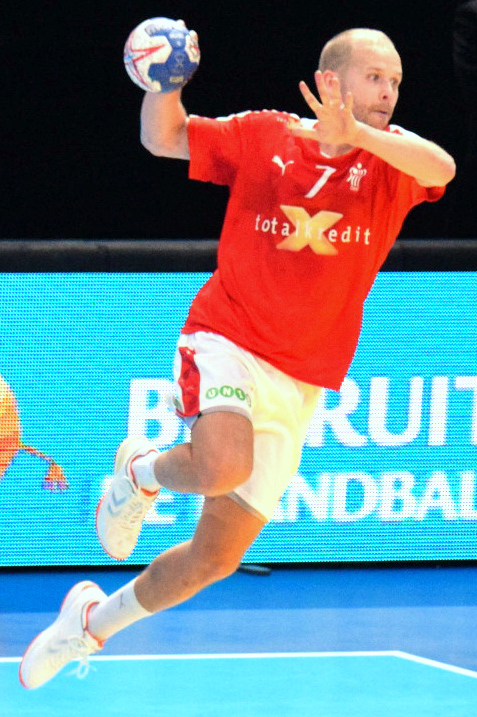
Anders Eggert im Trikot der Nationalmannschaft (2016)

- Dänischer Pokalsieger 2003 und 2005

Individuell
- Torschützenkönig Handball-Weltmeisterschaft 2013

## Bundesligabilanz
| Saison    | Verein                 | Spielklasse | Spiele | Tore | 7-Meter | Feldtore |
| --------- | ---------------------- | ----------- | ------ | ---- | ------- | -------- |
| 2006/07   | SG Flensburg-Handewitt | Bundesliga  | 30     | 86   | 42      | 44       |
| 2007/08   | SG Flensburg-Handewitt | Bundesliga  | 32     | 93   | 41      | 52       |
| 2009/10   | SG Flensburg-Handewitt | Bundesliga  | 34     | 110  | 67      | 43       |
| 2010/11   | SG Flensburg-Handewitt | Bundesliga  | 34     | 248  | 132     | 116      |
| 2011/12   | SG Flensburg-Handewitt | Bundesliga  | 34     | 211  | 120     | 91       |
| 2012/13   | SG Flensburg-Handewitt | Bundesliga  | 34     | 221  | 103     | 118      |
| 2013/14   | SG Flensburg-Handewitt | Bundesliga  | 34     | 218  | 97      | 121      |
| 2014/15   | SG Flensburg-Handewitt | Bundesliga  | 36     | 204  | 112     | 92       |
| 2006–2015 | gesamt                 | Bundesliga  | 268    | 1391 | 713     | 678      |

## Privates
Anders Eggert ist verheiratet und hat eine Tochter.

## Ehrungen
Im Juni 2017 ernannte ihn der Geschäftsführer Dierk Schmäschke zum Ehrenkapitän der SG Flensburg-Handewitt.